# Powódź w Sanoku (1907)
Powódź w Sanoku w 1907 – powódź, która nawiedziła Sanok na początku kwietnia 1907 wskutek zatoru lodowego na Sanie i wylewu tej rzeki.

## Geneza
W XIX wieku groźne wylewy Sanu w Sanoku miały miejsce w latach 1845 i w 1867, aczkolwiek w tych latach wystąpiły w porze letniej. Stan wody był wtedy większy niż poziom odnotowany w 1908. 
W okresie przed 1907 wylewy Sanu zdarzały się co kilka lat, a bezpośrednio przed występowały już co rok. Po wcześniejszych przypadkach wylewów Sanu miejscowy budowniczy Karol Gerardis proponował zainicjowanie regulacji rzeki oraz ubezpieczenie jej brzegów, czego nie dokonano.

## Przebieg

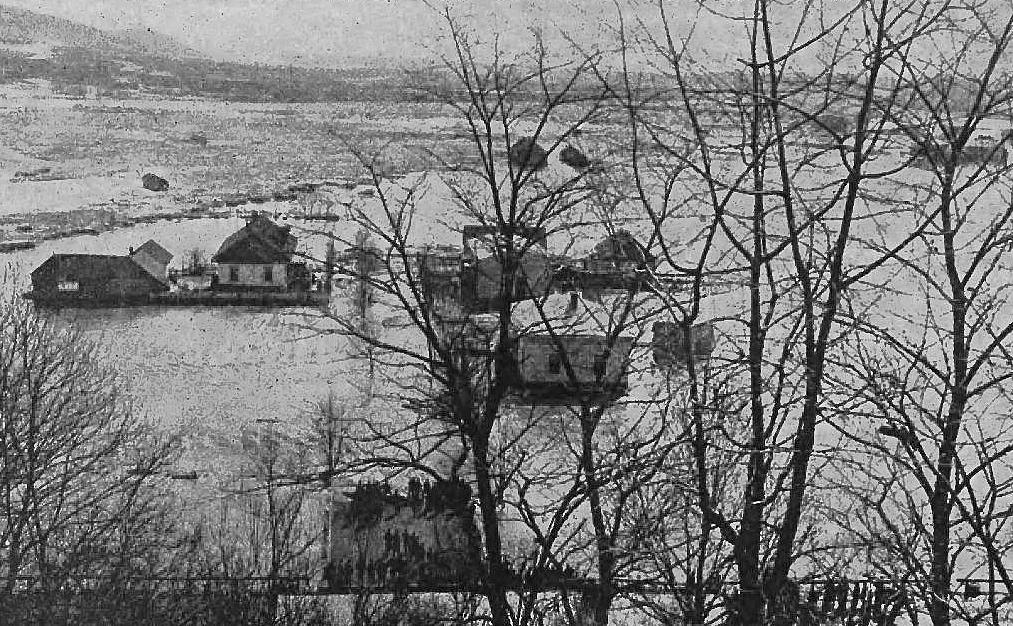
Powódź w Sanoku w 1907

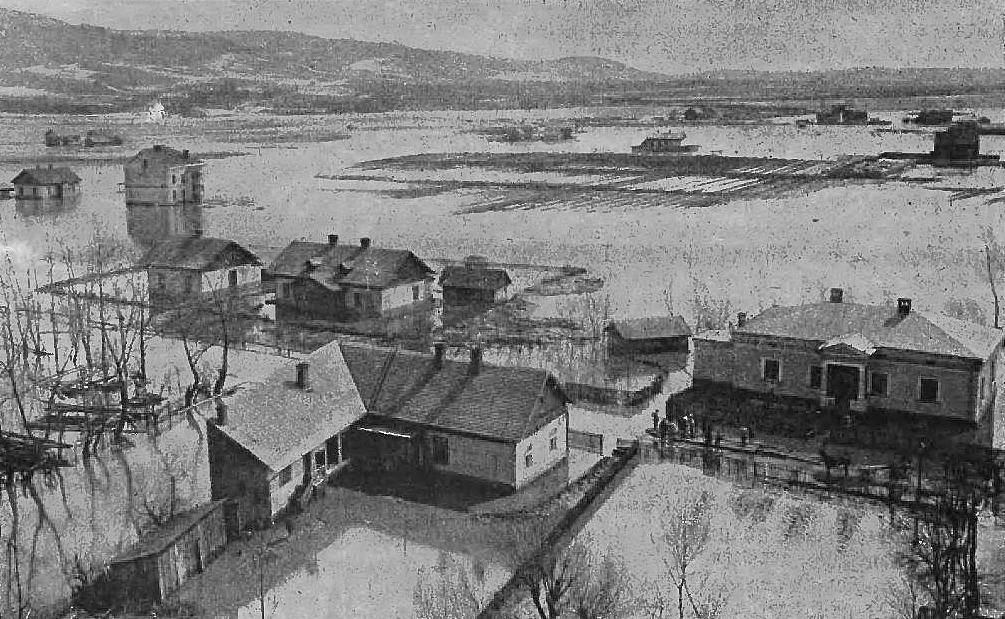
Zalany teren przy ulicy Podgórze i na Błoniu podczas powodzi

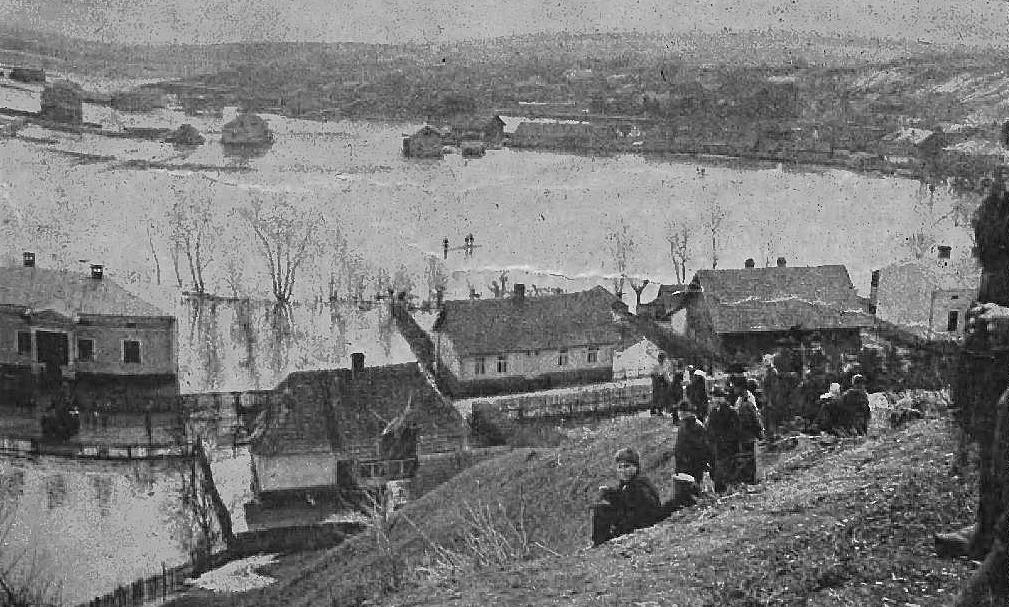
Widok ze wzgórza miejskiego

Wobec ocieplenia w połowie marca 1907 władze c. k. starostwa powiatu sanockiego wnioskowały do rządu o skierowanie oddziału pionierów celem wysadzenia zatoru lodowego na Sanie pod Międzybrodziem. Przybyły z C. K. Namiestnictwa do Sanoka inżynier nie zdecydował się na wezwanie pionierów. Od tego czasu zaniepokojenie budził także zator lodowy utworzony na Sanie powyżej Mostu Olchowieckiego i sięgający 8-10 m.
Na początku kwietnia 1907 rzeka San w Sanoku pozostawała zamarznięta. Alarm powodziowy został wszczęty w dniu 5 kwietnia 1907 około godz. 18. Wówczas dostrzeżono przemieszczający się po zamarzniętym lustrze wody lodowy wał o barwie brudno żółtej. Piętrzące się masy lodu przemieściły się pod Mostem Olchowieckim, a po dotarciu do podnóża Zamku Królewskiego następowały ruchy wsteczne, wskutek czego przeniesieniu uległy budki kąpielowe położone na obszarze tzw. Sujca. Zalaniu wodą i otoczone krą zostały domy przy ulicy Sujeckiej. Uchodzący w tym rejonie do Sanu Potok Płowiecki uległ cofnięciu i wezbraniu, po czym wylał na okolicznym teren. W tym czasie powyżej Mostu Olchowieckiego w rejonie budki kąpielowej sanockiego „Sokoła” stopniowo powstawały zatoki wodne, w efekcie tworząc spory zbiornik, sięgający do dworca kolejowego i ulicy Olchowieckiej (łączącej most z dworcem) w Posadzie Olchowskiej. W dalszej kolejności San wystąpił ze swojego koryta, zalewając cały obszar na Błoniu finalnie i połączył się z nurtem Potoku Płowieckiego u podnóża wzgórza miejskiego. Początkowy prąd wsteczny Potoku Płowieckiego został przezwyciężony przez silny nurt tego cieku, wskutek czego zalaniu uległa biegnąca równolegle do niego ulica Podgórze. Pod wodą znalazły się położone przy tej ulicy domy rodziny Vetulanich, Adama Pytla, Romana, ppłk. Padlewskiego, Hołyńskich (zamieszkiwali tam Jan Augustyński i Karol Kaliszczak), Żywickich, Oryszaka. Wieczorem trwała dramatyczna akcja ewakuacji mieszkańców domostw. W czasie powodzi burmistrz miasta Feliks Giela kierował strażą ogniową. Przy ratowaniu ludzi w rejonie Potoku odznaczyli się ppor. obrony krajowej Józef Byłeń i plutonowy żandarmerii Orelewski. Pomocy udzielił także mjr Stefan Pilar z garnizonującego w Sanoku 45 pułku piechoty. Także wieczorem tego dnia w Posadzie Olchowskiej wody powodzi zabrały jedną ofiarę. Było nią 1,5-roczne dziecko sklepikarza Drwięgi z miejscowego kółka rolniczego. Przechodzący obok domu robotnik fabryki maszyn i wagonów na własną rękę ewakuował niemowlę, po czym uderzony przez krę, upuścił je, a dziecko zniknęło w wodzie.
W dniu 6 kwietnia domy na dotkniętym żywiołem terenie były otoczone masami kry i zalewała je napływająca woda. Rzeka San w swoim korycie pod Zamkiem pozostawała nadal skuta lodem na całym odcinku w mieście do położonych za Sanokiem Trepczy i Międzybrodzia. Przed południem tego dnia poziom wody w pewnym stopniu opadł, jednak z położonego powyżej Sanoka miasta Liska donoszono o ruszeniu lodu na Sanie. Wskutek zatoru w południe zalaniu uległa wieś Olchowce, położona na prawym brzegu Sanu na wschód od Mostu Olchowieckiego. W tym czasie w Sanoku rozpoczął działanie oddział pionierów z Przemyśla w sile około 20 ludzi (dzień wcześniej operujący w Trepczy), który przy pomocy pontonu i łodzi prowadził ewakuację ludności z zalanych domów. Po rekwizycji ze strony starosty sanockiego Antoniego Pogłodowskiego po południu 6 kwietnia przyjechała pociągiem z Przemyśla do Sanoka druga kompania pionierów (z trzema oficerami), która prowadziła akcję ratunkową i podkładała miny pod zatory lodowe. Do zalanych domostw tratwami i czółnami dowożono mieszkańcom żywność. Także po południu woda zaczęła ponownie przybierać, nadchodziły masy kry przemieszanej z belkami. W związku z tym zagrożony zniszczeniem był most pod św. Janem, który mimo naporu żywiołu ocalał. Donoszono, że 6 kwietnia poziom brzegu Sanu wynosił 6 m zaś woda rozlana poza koryto rzeki zajęła połacie na przestrzeni kilku kilometrów. Tego dnia zalane zostały także tereny w położonym wyżej Zagórzu, a także most kolejowy w Załużu.
W nocy 6/7 kwietnia nurt Sanu przedarł się pod Mostem Olchowieckim, zniósł masy kry, po czym wody zalegające po lewej (południowej) stronie brzegu wracały do łożyska rzeki. Odsłonięte pola na Błoniu były pokryte namułem. Spływająca od Mostu Olchowieckiego kra zatrzymała się w okolicy rzeźni miejskiej, po czym wody wystąpiły na prawą stronę od brzegu rzeki (północną) zalewając obszary aż do Wójtostwa. 7 kwietnia wieczorem blokująca nurt Sanu kra spłynęła spod Białej Góry.
Wylewowi Sanu ludność miasta przyglądała się ze wzgórza miejskiego, w tym z placu św. Jana.

## Następstwa
Już po zejściu wody z terenu na Błoniu burmistrz Giela powołał komitet ratunkowy. Szkody powstałe wskutek powodzi szacowano na 80 tys., a nawet przeszło 100 tys. koron. Władze C. K. Namiestnictwa przekazały kwotę 1000 koron, przeznaczoną poszkodowanym. Była to pomoc niewystarczająca i władze miasta prosiły o większe wsparcie finansowe. Władze miasta wnioskowały do Wydziału Krajowego, Namiestnictwa i właściwego ministerstwa o przyspieszenie prac nad regulacją rzeki, o usunięcie mostu Olchowieckiego na Sanie i zbudowanie nowego oraz o zmianę biegu potoku płynącego ze Stróżów przez skierowanie go prosto do Sanu, aby uniknąć połączenie jego nurtu z Potokiem Płowieckim.
W miejscowej prasie zwracano uwagę na stan rowów, przyczyniający się do zalewania terenów, po czym władze starostwa zdecydowały o ich oczyszczeniu i pogłębieniu. W kwietniu 1907 władze miasta postanowiły zasypać jezioro na łące „Łada” przy ulicy Podgórze.
Po wylewie Sanu z 1907 inżynier miejski Władysław Beksiński postawił wniosek o wykonanie przekopu poniżej Sanoka oraz usypanie wału ochronnego, począwszy od fabryki maszyn i wagonów aż do Mostu Olchowieckiego, a nawet dalej, jednakże cała sprawa, choć zaakceptowana w Sanoku, potem utknęła na drodze urzędowej. Pilność podjęcia regulacji górnych odcinków Sanu podnoszono także w prasie.
Niespełna rok później, w marcu 1908 ponownie nastąpiła powódź w Sanoku.